# Siegfried Reich
Siegfried Reich (ur. 29 września 1959 w Fallersleben) – niemiecki piłkarz występujący na pozycji napastnika.

## Kariera
Reich zawodową karierę rozpoczynał w Borussii Mönchengladbach. W jej barwach zadebiutował 20 lutego 1982 w przegranym 1:3 meczu Pucharu Niemiec z 1. FC Nürnberg. W Bundeslidze pierwszy występ zanotował 27 lutego 1982 przeciwko Borussii Dortmund (0:1). Pierwszego gola w trakcie gry w Bundeslidze Reich strzelił 1 marca 1983 w przegranym 1:2 spotkaniu z Werderem Brema. W Borussii spędził dwa lata, w ciągu których rozegrał tam 17 ligowych spotkań i zdobył w nich 8 bramek.
W 1983 roku odszedł do Borussii Dortmund. Zadebiutował tam 12 sierpnia 1983 w zremisowanym 2:2 pojedynku z Eintrachtem Frankfurt, w którym zdobył dwie bramki. W Borussii grał przez jeden sezon (14 meczów, 2 gole). W 1984 roku podpisał kontrakt z Arminią Bielefeld. Od czasu debiutu był tam podstawowym graczem. W sezonie 1984/1985 w lidze zagrał 33 razy i zdobył 18 bramek (5. miejsce w klasyfikacji strzelców), jednak Arminia zajęła 166. miejsce w lidze i spadła do 2. Bundesligi. Wówczas Reich przeniósł się do Hannoveru 96, grającego w Bundeslidze.
W pierwszym sezonie gry w Hannoverze, zajął z nim 18. pozycji w lidze i spadł do 2. Bundesligi. Tam w sezonie 1986/1987 zdobył 26 bramek i został królem strzelców 2. Bundesligi, a Hannover uplasował się na 1. pozycji w lidze i powrócił do Bundesligi. W sezonie 1988/1989 ponownie spadł z klubem do drugiej ligi. Tam w Hannoverze grał do listopada 1989. Wtedy przeszedł do pierwszoligowego Bayeru Uerdingen.
W nowym klubie pierwszy występ zanotował 18 listopada 1989 w wygranym 1:0 meczu Bundesligi z Borussią Mönchengladbach. Od czasu debiutu pełnił w Bayerze rolę rezerwowego. W sezonie 1990/1991 zajął z nim 17. miejsce w lidze i spadł do drugiej ligi. Wówczas Reich odszedł do grającego w Oberlidze (III liga) VfL Wolfsburg. W pierwszym sezonie awansował z nim do 2. Bundesligi, a w następnym z 27. bramkami na koncie, po raz drugi karierze został królem strzelców 2. Bundesligi. W 1996 roku zakończył karierę.